# 薩爾瓦鄉 (比斯特里察-訥瑟烏德縣)
47°18′N 24°21′E / 47.300°N 24.350°E
薩爾瓦鄉（羅馬尼亞語：Comuna Salva, Bistrița-Năsăud），是羅馬尼亞的鄉份，位於該國西北部，由比斯特里察-訥瑟烏德縣負責管轄，面積29平方公里，海拔高度313米，2007年人口2,893，人口密度每平方公里99人。